# Klappdans
Klappdans är en svensk folkdans i 2/4 takt och i två repriser om vardera två åttataktsperioder.
Den dansas parvis i ring med polkasteg och olika figuration. I andra reprisen förekommer några mimiska inslag samt handklappningar. Vid omdansning dansar damen med framförstående kavaljer.